# Серно-Соловьевич, Александр Александрович
Алекса́ндр Алекса́ндрович Серно-Соловье́вич (15 (27) июля 1838, Санкт-Петербург — 4 (16) августа 1869, Женева) — русский революционер. Брат Николая Александровича Серно-Соловьевича.

## Биография
Родился 15 (27) июля 1838 года в семье чиновника. С 1851 по 1857 год учился в Александровском лицее.
В 1861 году вошёл в состав руководства создававшегося общества «Земля и воля». Совместно с братом и А. А. Слепцовым открыл книжный магазин на Невском проспекте, который стал «штаб-квартирой» студенчества; его владельцы ставили перед собой в первую очередь цель пропагандировать революционные идеи.
Весной 1862 года выехал за границу. На «Процессе тридцати двух» за игнорирования вызова из-за границы был лишён всех прав состояния и приговорён к вечному изгнанию из России. Выражал взгляды левого крыла русской революционной эмиграции, возглавляя «Молодую швейцарскую эмиграцию» общества «Земля и воля».
В 1867 году вступил в Женевскую секцию Первого Интернационала. Вёл переписку с Карлом Марксом.
Покончил жизнь самоубийством 4 (16) августа 1869 года.
В 1864 году в Европе бывшая жена Н. В. Шелгунова родила от Серно-Соловьевича своего младшего сына Николая Шелгунова (1864—1909).